# Masatopes albosericeus
Masatopes albosericeus là một loài bọ cánh cứng trong họ Cerambycidae.